# قشر جزیره‌ای
قشر جزیره‌ای (به انگلیسی: Insular Cortex) یا لبّ جزیره‌ای ناحیه‌ای از شکنج‌های عمیق قشری در دو نیمکره مغز پستانداران است. این قشر درون شیار جانبی قرار دارد که لب گیجگاهی را از لب آهیانه و لب پیشانی جدا می‌کند.
انسولا ساختاری نسبتاً بزرگ در عمق مغز است کهداز دو قسمت جلویی و پشتی تشکیل شده است. اینسولای پشتی، تغییرات در حالت‌های جسمانی مثل تغییرات ضربان قلب، خستگی، درد، برانگیختگی را دریافت می‌کند و اینسولای جلویی احساس‌های ذهنی ناشی از این تغییرات را ارزیابی می‌کند و به صورت هشیار از آن آگاه می‌شود.
اینسولا خطر و عدم اطمینان را نیز پردازش می‌کند. مسئولیت احساس «خود» و تمایز بین من و دیگری از اینسولا ناشی می‌شود و فعالیت قسمت‌های جلویی اینسولا تجریه عاملیت شخصی را نیز افزایش می‌دهد.
گمان می‌رود قشر جزیره‌ای در زمینه آگاهی و همچنین در اعمال متفاوت و مرتبط به هیجانات یا تنظیم هم‌ایستایی بدن فعالیت دارد؛ این اعمال شامل ادراک،کنترل حرکت، خودآگاهی، عملکردشناختی و همچنین تجربه بین فردی می‌باشند که این موارد در روان‌شناسی دخالت دارند.
قشر جزیره‌ای دو بخش دارد:
- بخش قدامی که کلان‌تر است
- بخش خلفی که خردتر است و از بیش از ۱۲ ناحیه تشکیل و شناخته شده است.[۳]

قشر جزیره‌ای نماینگر ادغام شدن تلنسافالون و دیانسفالون بوده و با کنار زدن و باز کردن شیار طرفی به آرامی دیده می‌شود.

## عملکرد
قشر جزیره ای قدامی در شبکه مغزی مقیاس بزرگ برجسته سازی نقش دارد و با پردازش و فیلتر سازی اطلاعات از محرک های ورودی، از حواس پرتی جلوگیری میکند. این قسمت اطلاعات حسی، احساسی و ادراکی را یکپارچه می‌کند. در پردازش احساسات، خصوصا حس انزجار نقش به خصوصی ایفا میکند (انزجار فیزیکی به معنی بو یا مزه نفرت انگیز یک غذای فاسد و انزجار ادراکی به معنی انزجار از یک مفهوم نادرست و یا تصویر دیده شده نادرست) انزجار تأثیر شدیدی بر قضاوت اخلاقی دارد و نسبت آن با اخلاق بسیار ابتدایی است.  تصویربرداری های عصبی نشانگر میدهد اینسولا در انزجار فیزیکی، قضاوت اخلاقی و تشخیص نقض هنجار ها دخیل است.
• مهار کردن محرک های نامربوط هنگام انجام کار با فیلتر کردن اطلاعات نامربوط به شرایط، از حواس پرتی جلوگیری میکند.
•افزایش تمرکز روی هدف با برجسته سازی اطلاعات و محرک های مربوط به کار مد نظر در حال انجام
•سازگاری با شرایط متغیر که شامل جابه جایی توجه و تمرکز از یک نقطه به نقطه ی دیگر در صورت تغییر شرایط و اولویت ها می‌شود.
قشر جزیره ای خلفی بر خلاف قسمت قدامی، معمولاً توسط تحریک احشایی فعال نمی‌شود، و به نظر نمی‌رسد تحت تأثیر توجه یا احساسات باشد. پردازش درد، علاوه بر این، نقش اینسولای خلفی  در حول جنبه‌هایی از رویدادهای دردناک جسمی، از جمله شناسایی حسی و رمزگذاری شدت درد، محلی‌سازی خاص درد، و یادگیری و حافظه تجربه بر اساس محرک متمرکز است.

## نگارخانه

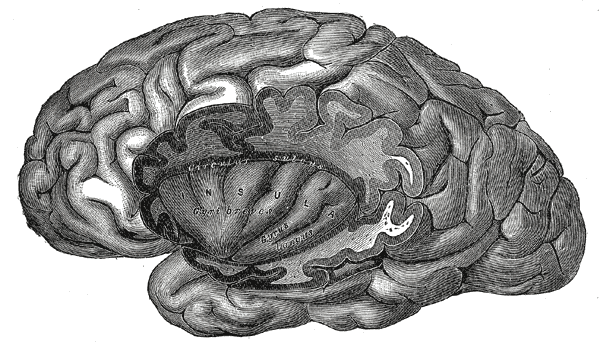
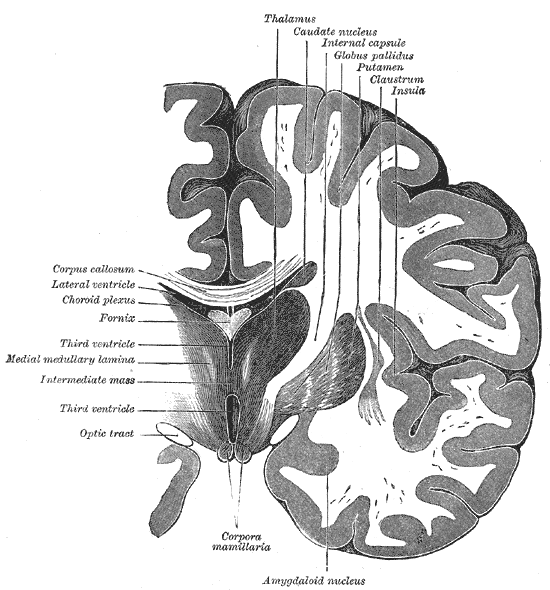
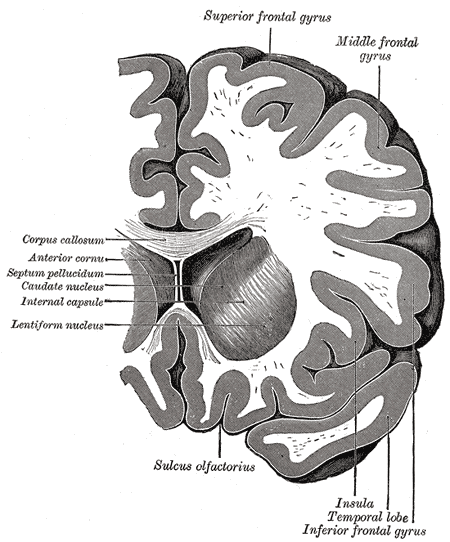
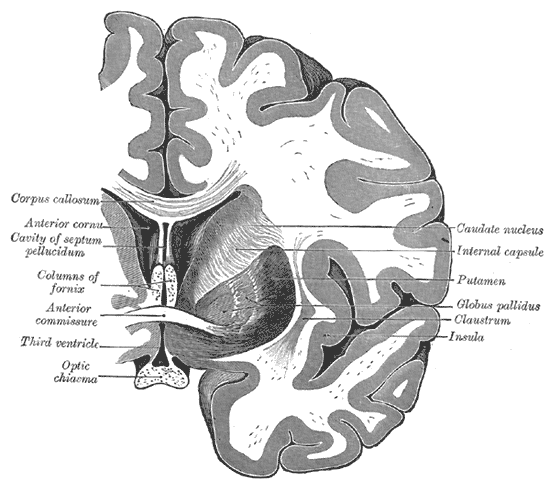
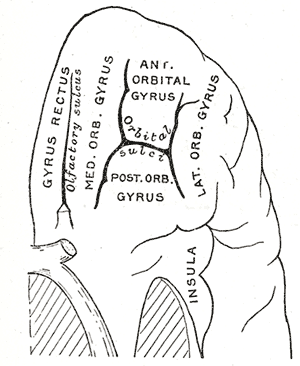
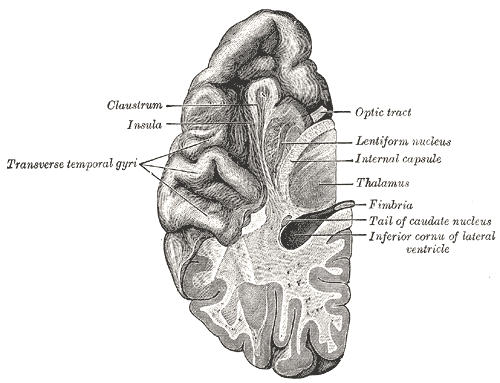
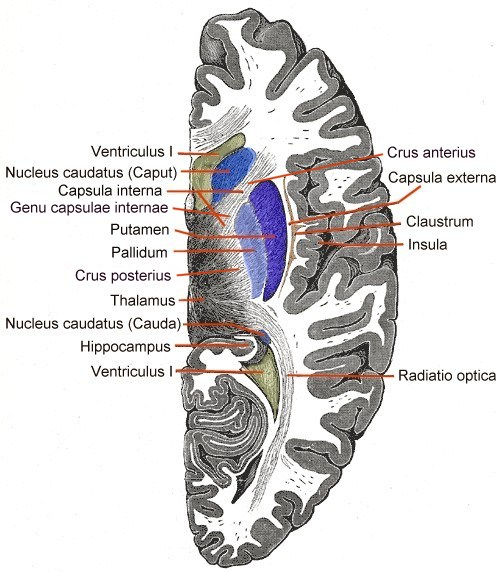
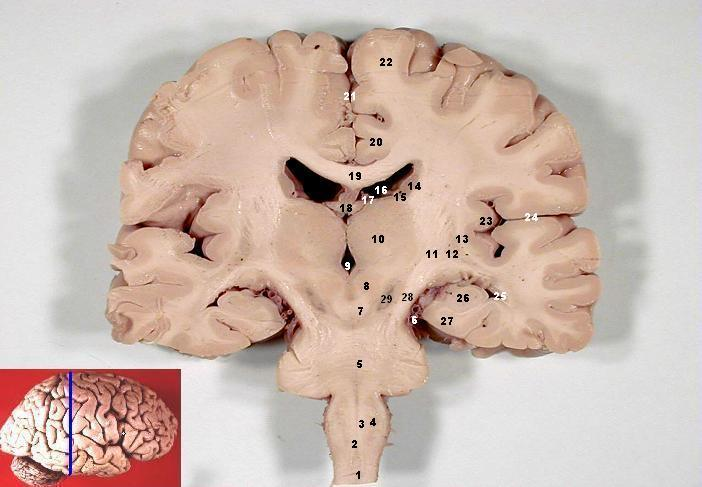
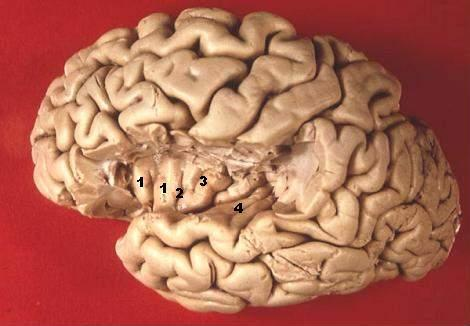